# الجملات (السدة)

تعديل مصدري - تعديل

الجملات محلة تابعة لقرية جرن الدار، التابعة لعزلة وادي عصام بمديرية السدة إحدى مديريات محافظة إب في الجمهورية اليمنية.، بلغ تعداد سكانها 25 حسب تعداد اليمن لعام 2004.